# Arrondissement Troyes
Arrondissement Troyes (fr. Arrondissement de Troyes) je správní územní jednotka ležící v departementu Aube a regionu Grand Est ve Francii. Člení se dále na 14 kantonů a 247 obcí.

## Kantony
od roku 2015:
| - Aix-en-Othe (část) - Arcis-sur-Aube - Bar-sur-Seine - Brienne-le-Château (část) - Creney-près-Troyes (část) - Les Riceys - Saint-André-les-Vergers | - Saint-Lyé (část) - Troyes-1 - Troyes-2 - Troyes-3 - Troyes-4 - Troyes-5 - Vendeuvre-sur-Barse (část) |

před rokem 2015:
| - Aix-en-Othe - Arcis-sur-Aube - Bar-sur-Seine - Bouilly - Chaource - La Chapelle-Saint-Luc - Ervy-le-Châtel - Essoyes - Estissac - Lusigny-sur-Barse - Mussy-sur-Seine | - Piney - Ramerupt - Les Riceys - Sainte-Savine - Troyes-1 - Troyes-2 - Troyes-3 - Troyes-4 - Troyes-5 - Troyes-6 - Troyes-7 |